# هیالمار آندرسن
هیالمار آندرسن (نروژی: Hjalmar Andresen; ۱۸ ژوئیهٔ ۱۹۱۴ – ۲۲ ژوئن ۱۹۸۲) بازیکن فوتبال اهل نروژ بود.
از باشگاه‌هایی که در آن بازی کرده‌است می‌توان به اشاره کرد.
وی همچنین در تیم ملی فوتبال نروژ بازی کرده‌است.